# Universíada de Inverno de 2017

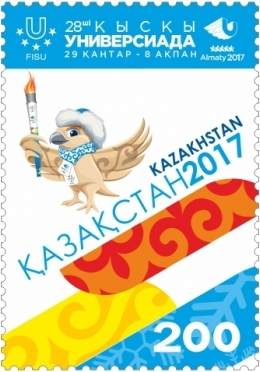
Selo cazaque em comemoração à Universíada de Inverno de 2017 com a imagem do mascote

A XXVIII Universíada de Inverno foi realizada entre 29 de janeiro e 8 de fevereiro de 2017 em Almaty, no Cazaquistão.

## Processo de candidatura
Apenas duas cidades entregaram na sede da Federação Internacional do Esporte Universitário (FISU) os seus livros de candidatura em 3 de maio de 2011. As candidatas para esta edição eram Trentino, na Itália, e Almaty no Cazaquistão.
Em 22 de novembro de 2011, faltando exatamente uma semana para a eleição da sede da Universíada, Trentino desistiu da candidatura para o evento, deixando Almaty como única candidata. Assim, a cidade foi proclamada sede do evento, em 29 de novembro. Trentino foi posteriormente convidada para sediar a Universíada de Inverno de 2013, após a renúncia de Maribor, na Eslovênia.

## Modalidades

### Obrigatórias
As modalidades obrigatórias (oito esportes) são determinadas pela FISU e, salvo alteração feita na Assembléia Geral da FISU, valem para todas as Universíadas de Verão.
| - Biatlo (9) - Curling (2) - Esqui alpino (9) - Esqui cross-country (11) | - Hóquei no gelo (2) - Patinação artística (3) - Patinação de velocidade em pista curta (8) - Snowboard (10) |

### Opcionais
As modalidades opcionais são determinadas pela Federação Nacional de Esportes Universitários (National University Sports Federation - NUSF) do país organizador e devem ser de, no mínimo, um esporte e no máximo três.
- Combinado nórdico (3)
- Salto de esqui (5)
- Esqui estilo livre (9)
- Patinação de velocidade (12)

### Cancelamento de eventos
Em 17 de janeiro de 2017, foi anunciado o cancelamento da competição de duplas da patinação artística devido ao baixo número de inscritos. Apenas dois pares da Rússia estavam inscritos no evento, o que forçou o cancelamento do mesmo, segundo as regras da FISU.

## Calendário
As caixas em azul representam uma competição ou um evento qualificatório de determinada data. As caixas em amarelo representam um dia de competição valendo medalha e o número dentro delas a quantidade de medalhas de ouro em disputa.
| CA | Cerimônia de abertura |  | Competições | 1 | Finais | EG | Exibição de gala | CE | Cerimônia de encerramento |

| Janeiro/Fevereiro                      | 28 Sáb | 29 Dom | 30 Seg | 31 Ter | 1 Qua | 2 Qui | 3 Sex | 4 Sáb | 5 Dom | 6 Seg | 7 Ter | 8 Qua | Eventos |
| -------------------------------------- | ------ | ------ | ------ | ------ | ----- | ----- | ----- | ----- | ----- | ----- | ----- | ----- | ------- |
| Cerimônias                             |        | CA     |        |        |       |       |       |       |       |       |       | CE    |         |
| Biatlo                                 |        |        |        | 2      |       | 2     | 2     |       | 1     |       | 2     |       | 9       |
| Curling                                |        |        |        |        |       |       |       |       |       |       | 2     |       | 2       |
| Combinado nórdico                      |        |        |        | 1      |       |       | 1     |       | 1     |       |       |       | 3       |
| Esqui alpino                           |        |        | 2      | 1      | 1     |       | 1     | 1     | 1     | 1     | 1     |       | 9       |
| Esqui cross-country                    |        |        | 2      | 2      |       | 2     |       | 1     |       | 2     | 1     | 1     | 11      |
| Esqui estilo livre                     |        |        | 2      | 1      |       | 2     | 2     |       |       |       | 2     |       | 9       |
| Hóquei no gelo                         |        |        |        |        |       |       |       |       |       |       | 1     | 1     | 2       |
| Patinação artística                    |        |        |        |        |       | 1     |       | 2     |       |       |       |       | 3       |
| Patinação de velocidade                |        |        |        | 2      | 2     | 2     | 2     | 2     | 2     | 2     |       |       | 14      |
| Patinação de velocidade em pista curta |        |        |        |        |       |       |       |       | 2     | 2     | 4     |       | 8       |
| Salto de esqui                         |        |        |        |        | 2     |       |       | 1     | 2     |       |       |       | 5       |
| Snowboard                              |        |        | 2      | 2      |       | 2     |       |       | 2     |       | 2     |       | 10      |
| Eventos totais                         |        |        | 8      | 11     | 5     | 11    | 8     | 7     | 11    | 7     | 15    | 2     | 85      |
| Total acumulado                        |        |        | 8      | 19     | 24    | 35    | 43    | 50    | 61    | 68    | 83    | 85    |         |
| Janeiro/Fevereiro                      | 28 Sáb | 29 Dom | 30 Seg | 31 Ter | 1 Qua | 2 Qui | 3 Sex | 4 Sáb | 5 Dom | 6 Seg | 7 Ter | 8 Qua | Eventos |

## Locais de eventos
Esses foram os locais de eventos e as modalidades disputadas em cada local. Alguns locais de competição já estavam prontos como o Rinque de Medeu, o Complexo de Sunkar e o Palácio de Esportes Baluan Sholak; outros como a Almaty Arena e a Halyk Arena foram construídos especificamente para os jogos. Todos os locais de competição estão dentro do município de Almaty:
- Almaty Arena
  - Arena principal: cerimônias de abertura, encerramento e patinação artística
  - Arena de Treinamento: curling
- Palácio de Esportes de Baluan Sholak
  - Arena 1: patinação de velocidade em pista curta
  - Arena 2: hóquei sobre o gelo (torneio feminino)
- Halyk Arena: hóquei sobre o gelo (torneio masculino)
- Medeu: patinação de velocidade
- Resort de Shymbulak: esqui alpino, esqui estilo-livre e snowboard
- Complexo de Sunkar: saltos de esqui e combinado nórdico
- Estádio Alatau: biatlo, combinado nórdico e esqui cross-country
- Resort de Tabagan: esqui estilo livre e snowboard
- Praça Astana: cerimonias de premiação

## Medalhas
O quadro de medalhas é uma lista que classifica as Federações Nacionais de Esportes Universitários (NUSF) de acordo com o número de medalhas conquistadas. Foram disputadas 85 finais em 12 modalidades olímpicas.
| Ordem                                     | País              | Medalha de ouro | Medalha de prata | Medalha de bronze |    |
| ----------------------------------------- | ----------------- | --------------- | ---------------- | ----------------- | -- |
| 1                                         | RUS Rússia        | 29              | 27               | 15                | 70 |
| 2                                         | KAZ Cazaquistão   | 11              | 8                | 17                | 35 |
| 3                                         | KOR Coreia do Sul | 11              | 5                | 5                 | 21 |
| 4                                         | JPN Japão         | 6               | 12               | 10                | 28 |
| 5                                         | POL Polônia       | 5               | 2                | 5                 | 12 |
| 6                                         | CHN China         | 4               | 4                | 2                 | 10 |
| 7                                         | FRA França        | 4               | 2                | 2                 | 8  |
| 8                                         | ITA Itália        | 4               |                  |                   | 4  |
| 9                                         | BLR Bielorrússia  | 3               | 2                | 1                 | 6  |
| 10                                        | UKR Ucrânia       | 2               | 3                | 4                 | 9  |
| Nenhum país lusofóno conquistou medalhas. |                   |                 |                  |                   |    |

     País sede destacado.